# Ferro d'ancoraggio
In araldica il termine ferro d'ancoraggio indica una particolare figura che trae origine da corrispondente elemento costruttivo, detto anche da taluni ferro da muro. Ha la forma di due curve a forma di C addossate e legate insieme da una o due traverse. Non deve essere confuso con il ferro da mulino che se ne distingue per l'avere un foro quadrato centrale.

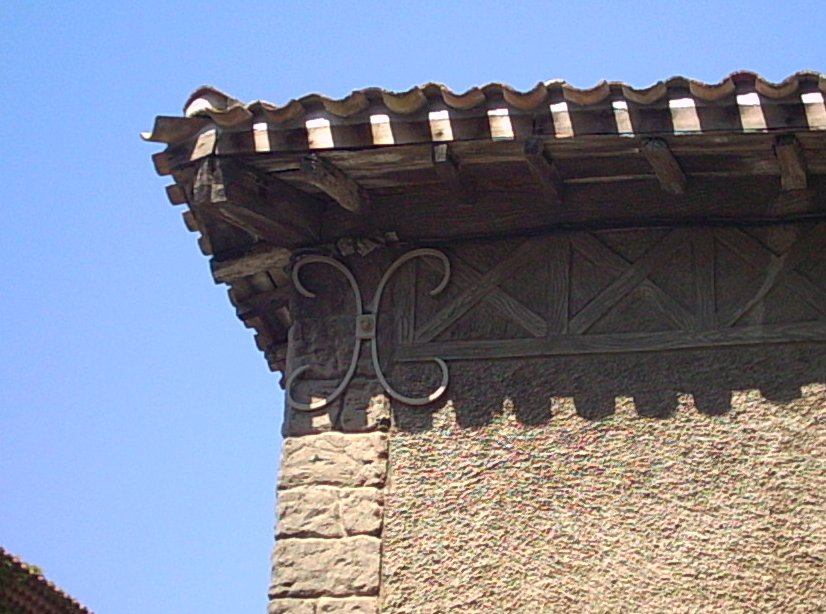
Ferro d'ancoraggio presente su un edificio di Carcassonne, Francia
D'argento, al ferro d'ancoraggio di rosso
D'azzurro, al ferro d'ancoraggio d'oro (Bessède-de-Sault, Francia)
D'oro, a tre ferri d'ancoraggio di rosso (Culemborg, Paesi Bassi)
D'oro, alla banda di rosso caricata di tre ferri d'ancoraggio d'argento (Xertigny, Francia)
Ferro d'ancoraggio d'azzurro (Bodensee, Germania)
D'argento, al ferro d'ancoraggio di nero (Bad Dürkheim, Germania)
Di rosso, allo scaglione d'oro accompagnato da tre ferri da mulino (anilles) dello stesso (Le Mesnil-Saint-Denis, Francia)

Esiste anche una versione stilizzata della figura detta ferro d'ancoraggio all'antica.

Di nero, al ferro d'ancoraggio all'antica d'argento posto in fascia (stemma della famiglia Kempt, signori di Aspelt)